# Newin Chidchob
Newin Chidchob (Surin, 4 de octubre de 1958). Político tailandés. Miembro de la Asamblea Nacional por la provincia de Buriram y miembro del partido Thai Rak Thai. Desde 2002 a 2006 fue viceministro de Agricultura. Fue detenido por el Junta Militar tras el golpe de Estado del 19 de diciembre de 2006 que derrocó al primer ministro, Thaksin Shinawatra.